# Ernst Meissner

Ernst Meissner (ca. 1910)

Ernst Meissner, auch Meißner (* 1. September 1883 in Zofingen; † 17. März 1939 in Zollikon), war ein Schweizer Mathematiker.
Meissner war der Sohn eines Unternehmers in Zofingen. Er besuchte die Kantonsschule Aarau, wo er denselben Mathematiklehrer (Heinrich Ganter) wie Albert Einstein hatte, der später sein Kollege in Zürich war. Meissner studierte ab 1902 Mathematik und Physik am Polytechnikum (der späteren ETH Zürich). 1907 wurde er bei Adolf Hurwitz an der Universität Zürich promoviert (Über die zahlentheoretischen Formeln Liouvilles), war dann ein Jahr an der Universität Göttingen bei Felix Klein, David Hilbert und Hermann Minkowski und nach der Habilitation 1909 Privatdozent und ab 1910 ordentlicher Professor für Technische Mechanik an der ETH Zürich. 1938 gab er seine Professur auf.
Meissner befasste sich sowohl mit reiner Mathematik, wie Zahlentheorie und Geometrie, als auch mit angewandter Mathematik (graphische Lösung gewöhnlicher Differentialgleichungen und graphische Bestimmung von Fourierkoeffizienten) und theoretischer Mechanik, zum Beispiel Erdbebenwellen, (nichtlineare) Schwingungen und Schalentheorie.
In der Geometrie sind zwei dreidimensionale Körper konstanter Breite nach ihm benannt (Meissner-Körper). Die Vermutung, dass die Meissner-Körper unter allen dreidimensionalen konvexen Körpern konstanter Breite minimales Volumen haben, ist ungelöst. Im zweidimensionalen Fall haben Reuleaux-Dreiecke minimalen Flächeninhalt unter den Flächen konstanter Breite.